# Basket Zielona Góra
El Basket Zielona Góra, conocido por motivos de patrocinio como Zastal Enea BC Zielona Góra, es un equipo de baloncesto polaco que compite en la TBL, la primera división del país y en la máxima competición continental, la Euroliga. Tiene su sede en la ciudad de Zielona Góra. Disputa sus partidos en la CRS Hala Zielona Góra, con capacidad para 6080 espectadores.

## Nombres
| - Zieloni Zielona Góra: (1946–1947) - Wagmo Zielona Góra: (1948–1949) - Stal Zielona Góra: (1950–1954) - Zastal Zielona Góra: (1955–1956) - Lechia Zielona Góra: (1957–1968) - Zastal Zielona Góra: (1969–1992) - Zastal-Fortum Zielona Góra: (1992–1995) - Zastal Zielona Góra: (1995–1998) - Zastal-Dallas Zielona Góra: (1998–1999) | - Zastal-Karl Eppe Zielona Góra: (1999–2000) - Intermarche-Zastal Zielona Góra: (2000–2005) - Zastal Zielona Góra: (2005–2007) - Wiecko-Zastal Zielona Góra: (2007–2008) - Zastal Zielona Góra: (2008–2012) - Stelmet Zielona Góra: (2012–2015) - Stelmet BC Zielona Góra: (2015–2018) - Stelmet Enea BC Zielona Góra: (2018–Presente) |

## Trayectoria
| Temporada | Nivel | Liga   | Pos. | G–P   | Copa de Polonia  | Competiciones europeas | Competiciones europeas |
| --------- | ----- | ------ | ---- | ----- | ---------------- | ---------------------- | ---------------------- |
| 2009–10   | 2     | I Liga | 2º   |       |                  |                        |                        |
| 2010–11   | 1     | PLK    | 9º   | 12–13 |                  |                        |                        |
| 2011–12   | 1     | PLK    | 3º   | 26–19 | Finalista        |                        |                        |
| 2012–13   | 1     | PLK    | 1º   | 30–14 | Cuartos de final | 2 Eurocup              | T16                    |
| 2013–14   | 1     | PLK    | 2º   | 34–13 | Cuartos de final | 1 Euroleague           | RS                     |
| 2013–14   | 1     | PLK    | 2º   | 34–13 | Cuartos de final | 2 Eurocup              | R32                    |
| 2014–15   | 1     | PLK    | 1º   | 33–10 | Campeón          | 1 Euroleague           | QR1                    |
| 2014–15   | 1     | PLK    | 1º   | 33–10 | Campeón          | 2 Eurocup              | RS                     |
| 2015–16   | 1     | PLK    | 1º   | 38–4  | Finalista        | 1 Euroleague           | RS                     |
| 2015–16   | 1     | PLK    | 1º   | 38–4  | Finalista        | 2 Eurocup              | QF                     |
| 2016–17   | 1     | PLK    | 1º   | 33–13 | Campeón          | 3 Champions League     | RS                     |
| 2016–17   | 1     | PLK    | 1º   | 33–13 | Campeón          | 4 FIBA Europe Cup      | R16                    |
| 2017–18   | 1     | PLK    | 4º   | 28–15 | Finalista        | 3 Champions League     | R16                    |
| 2018–19   | 1     | PLK    | 4º   | 27–11 | Cuartos de fonal | VTB United League      | 12º                    |
| 2019–20   | 1     | PLK    | 1º   | 19–3  | Semifinalista    | VTB United League      | 6º                     |

## Palmarés
- Liga de Polonia
  - Campeón (5): 2013, 2015, 2016, 2017, 2020
  - Subcampeón (2): 2014, 2021

- Copa de Polonia
  - Campeón (3): 2015, 2017, 2021
  - Subcampeón (3): 2012, 2016, 2018

- Supercopa de Polonia
  - Campeón (3): 2015, 2020, 2021
  - Subcampeón (3): 2013, 2016, 2017

- 1Liga
  - Subcampeón (1): 2010

- 2Liga
  - Campeón Grupo Norte (1): 2002

## Números retirados
| Números Retirados por Zielona Góra |                        |                   |          |                      |
| N.º                                | Nacionalidad           | Jugador           | Posición | Años                 |
| 5                                  | Bandera de Polonia     | Mariusz Kaczmarek | Base     | 1976–1980, 1985–1992 |
| 15                                 | Bandera de Puerto Rico | Walter Hodge      | Base     | 2010–2013            |

## Jugadores destacados
| - David Barlow - Daniel Johnson - Christian Eyenga - Jure Lalić - Amit Bier-Katz - Tichon Sevidov - Roberts Štelmahers - Aivaras Jokubaitis - Gvidonas Markevičius - Dainius Tamošaitis - Vladimir Dragičević - Miloš Lopicic - Kamil Chanas - Marcin Flieger - Mateusz Jarmakowicz - Paweł Jasnos - Łukasz Koszarek - Maciej Kucharek - Grzegorz Kukiełka - Adam Lapeta | - Filip Matczak - Łukasz Seweryn - Marcin Sroka - Piotr Stelmach - Łukasz Wiśniewski - Tomasz Wojdyła - Aleksandr Egorov - Viktor Maltsev - Miloš Babić - Dejan Borovnjak - Žarko Čomagić - Zoran Marković - Nemanja Miljkovic - Uroš Mirković - Boban Pajovic - Oliver Stević - Kirk Archibeque - Craig Brackins - David Burgess - Chris Burgess | - Jeff Foote - Marcus Ginyard - R.T.Guinn - Rob Jones - Trenton Marshall - James McClendon - Thomas Mobley - Shaun Murray - Terrance O'Kelley - Adrian Oliver - Beau Pack - Pervis Pasco - Terrell Stoglin - Chevon Troutman - Erving Walker - Jordan Williams - Ryan Wittman - Walter Hodge - Mantas Česnauskis - Nenad Radovski | - Aaron Cel - Quinton Hosley - Russell Robinson - Ryan Reid - Gani Lawal - Ike Okoye - Steve Burtt (1984) |